# 長崎市立野母小学校

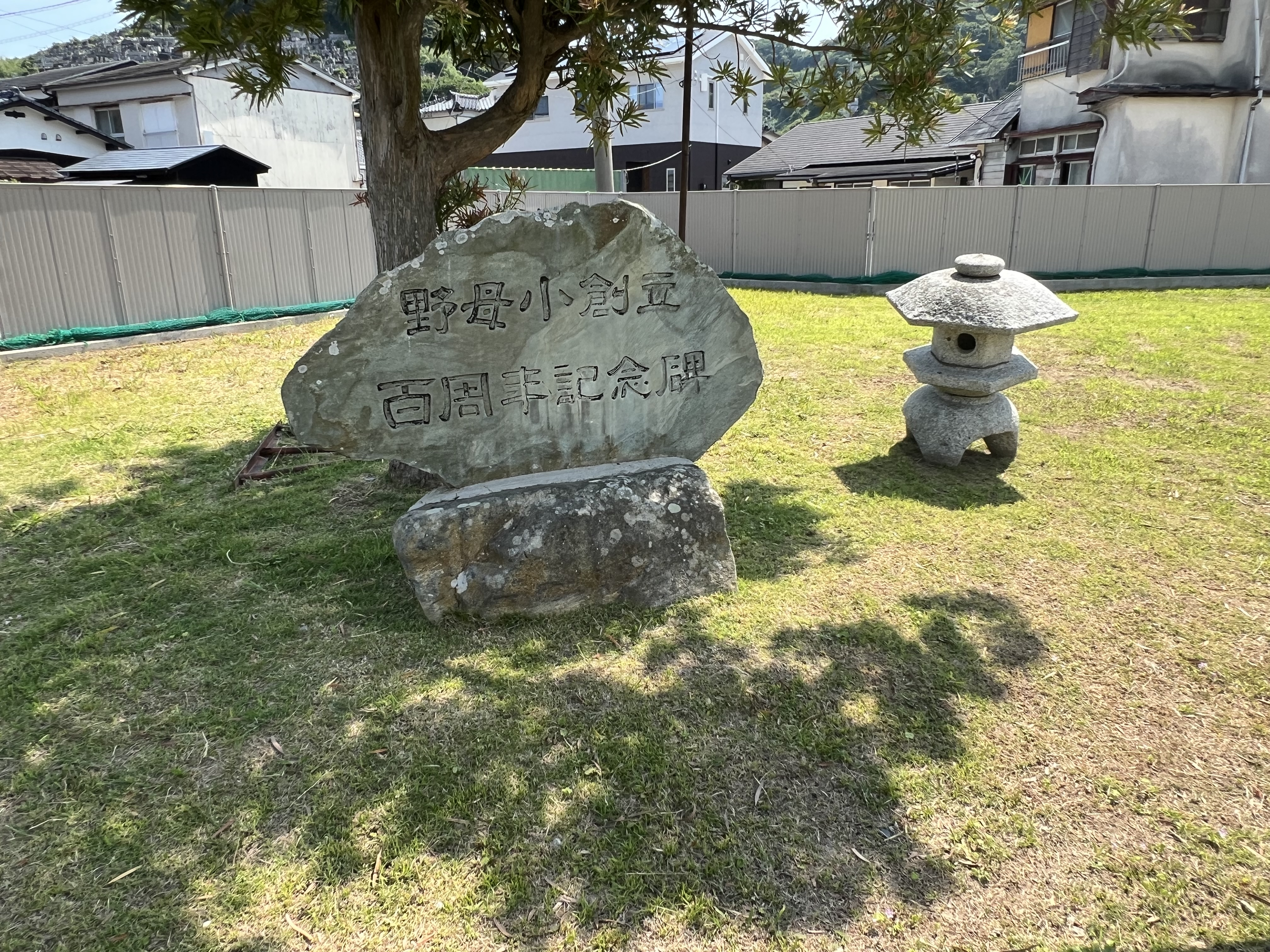
野母小学校創立100周年記念碑

長崎市立野母小学校（ながさきしりつ のもしょうがっこう, Nagasaki City Nomo Elementary School）は、かつて長崎県長崎市野母町にあった公立小学校。
2010年（平成22年）3月に、野母崎地区4校の統廃合で閉校した。

## 概要
教育目標
「心の豊かさと自ら学ぶ力をもち，たくましく生きる野母の子の育成」
- かんがえる子
- がんばる子
- やさしい子
- けじめのある子

校歌
作詞は甲斐田史鴎、作曲は寺崎良平による。3番まであり、各番に「野母校」が登場する。
校区
長崎市立野母崎中学校区であった。

## 沿革
- 1874年（明治7年）7月 - 1872年（明治5年）の学制公布に伴い、西彼杵郡野母村に「野母小学校」が創立。
- 1886年（明治19年）- 小学校令の施行により「野母尋常小学校」と改称。
- 1893年（明治26年）6月 - 高等科を併置し、「野母尋常高等小学校」と改称。
- 1941年（昭和16年）4月1日 - 国民学校令に伴い、「野母村国民学校」と改称。
- 1947年（昭和22年）4月1日 - 学制改革に伴い、「野母村立野母小学校」と改称。野母村立野母中学校[1]を併設。
- 1955年（昭和30年）4月1日 - 4村（高浜村・野母村・脇岬村・樺島村）合併に伴い、「野母崎町立野母小学校」と改称。
- 1974年（昭和49年） - 創立100周年を迎える。
- 1982年（昭和57年）9月10日 - 新校舎が完成。
- 2005年（平成17年）1月4日 - 長崎市への編入に伴い、「長崎市立野母小学校」（最終名）と改称。
- 2010年（平成22年）
  - 1月31日 - 閉校記念式典を挙行。
  - 3月31日 - 野母崎地区4小学校の統廃合に伴い、閉校。136年の歴史に幕を閉じる。
  - 4月1日 - 野母小学校、高浜小学校、脇岬小学校、樺島小学校の4校が統合し、長崎市立野母崎小学校が開校（校地は旧野母小学校を使用）。

## アクセス
- 最寄りのバス停 - 長崎バス 「野母」バス停
- 最寄りの道路・交差点 - 国道499号、長崎県道34号野母崎宿線

## 周辺
- 野母崎郵便局
- 長崎市立野母崎中学校

## 関連事項
- 長崎県小学校の廃校一覧